# Източна паротия
Източната паротия (Parotia helenae) е вид птица от семейство Райски птици (Paradisaeidae).

## Разпространение и местообитание
Разпространен е в Папуа Нова Гвинея.